# 松原タニシ
松原 タニシ（まつばら タニシ、1982年4月28日 - ）は、日本の男性お笑い芸人、作家、YouTuber。
松竹芸能所属。「事故物件住みます芸人」として、日常に発生する心霊現象を日々検証している。

## 来歴
- 兵庫県神戸市垂水区出身。滝川高等学校卒業[注 2]。龍谷大学文学部中退[注 2]。
- 小・中学生時代は野球部に所属。チームメイトの塩川達也（卒業後に東北楽天ゴールデンイーグルスで内野手やコーチを歴任）とバッテリーを組んでいた[2]。
- 高校生時代は柔道部に所属。体格差を補うためにプロレスが好きな事もあり関節技を念入りに練習していた[2][注 1]。
- 2003年4月、大学在学中に松竹芸能養成所（現：松竹芸能タレントスクール）へ家族に内緒で通い始めるが、父親が同じ大学・学部に入学してきた事で発覚してしまい芸人を目指すために大学を中退する[2]。
- 2007年、劇場出演の機会に恵まれていなかった松竹芸能の若手芸人達[注 3]とCクリエーション（大阪駅を起点に毎月1駅を決めて、駅前で清掃活動をしながら路上ライブを行い、108駅[注 4]先の広島駅を目指す集団）を結成する[3][注 5]。その道中で劇場関係者から声をかけられて2010年から姫路市西二階町にある多目的ホール「七福座」で参加メンバーを主体にして毎月、無料ライブ「ひめクリ」を行っている[2][4]。
- 2008年、爆笑レッドカーペットにフリップ芸で出演したり、R-1グランプリ 準決勝に2年連続で進出した[注 1]が全く売れなかった[2][5]。
- 2012年、テレビ番組の企画[6]で事故物件に住み始めて「事故物件住みます芸人」[7]となった事でイベントなどに出演する機会が増えてくる[2]。
- 2015年、毎週土曜日に生配信しているネット番組「おちゅーんLIVE!」の司会に抜擢されて、後日、自身が発案した企画「OKOWA」が話題になる[2]。
- 2018年、著書「事故物件怪談 恐い間取り」がヒット作となり[8]、2020年に映画化、同年8月28日から劇場公開される[9]。

## 成績
- 日本民間放送連盟賞 ラジオ教養番組部門 優秀賞（2011年）[1]
- OKOWAチャンピオンシップ ベスト4：1回（2021年）
- シンジラレナイハナシ「MVT（Most Variable 都市伝説）」獲得：1回（2022年）[10]
- R-1グランプリ 準決勝進出：2回（2007年、2008年）[2][11]

## 人物
若手時代は劇場の雑用とアルバイト（コンビニエンスストア・金龍ラーメンなど）の日々が続く。当時ピラミッド型の階層構造だった若手ライブの上位に進出する事もなく、先輩のライブに呼ばれる事もあまりなかったので、他人に頼らず自ら出演の機会を作る為に「劇団タノシイ」を主宰したり「Cクリエーション」ではリーダーを務めている。しかし、売れない時代が長く続いた。
同時期に養成所に入った芸人はほとんどが引退してしまい芸能関係で活動しているのは、大阪・名古屋でライブハウスなどを経営している「ぶっちょカシワギ」のみとなった。お世話になった先輩芸人は、森脇健児、みわゆうすけ、かみじょうたけし。

### 家族
父は定年退職して龍谷大学に入学、首席卒業して僧侶になった。母は舞踊の先生。姉はタレントの松原美穂。他に兄がいる。

## 芸風
主にピン芸人として活動している。同居していた事もあるチュンちゃんと「足くじくひねる」、小森園ひろしと「命果てるまで」という名前でユニットを組み、M-1グランプリなどに出場した事がある。別人格として、虚無僧アイドルの恋村虚無子でライブ活動も行っている。

## 事故物件住みます芸人
事故物件に住み続けている芸人として各種番組・イベントに呼ばれ「事故物件住みます芸人」を名乗っている。吉本興業のプロジェクトである「住みます芸人」とは一切関係はない。
事故物件に住むようになったきっかけは、松竹芸能の先輩 北野誠の番組「北野誠のおまえら行くな。」（エンタメ〜テレ）のトークイベントに出演した際、知り合いの若手芸人が住んでいたアパートでの怖い話を披露すると、その後のイベント打ち上げで北野からその部屋に住んでみろと言われたことである。しかしこの物件は実際に住もうとしたところ諸事情で借りられなかったため、殺人事件があった別の事故物件に2012年から住むことになった。岡山祐児（オーケイ）が断り、かみじょうたけしも断ったため、タニシに順番が回ってきた。
1軒目となる物件では、番組スタッフがビデオカメラを設置して幽霊が映ったらギャラが出るという企画「松原タニシのパラノーマル日記」が始まり、初日からオーブが飛ぶ、1週間後にはマンションから出た所でひき逃げに遭うなど数々の不可思議な現象に遭遇する。その後、番組の企画は終了したが、賃貸契約の更新時期がくると別の事故物件に引っ越しすることを繰り返し、2020年11月時点では12軒目に住んでいる。
2018年6月、これまでに住んでいた所や物件検討時の内覧、特殊清掃のアルバイトなどで訪れた事故物件を間取り図付きで紹介する『事故物件怪談 恐い間取り』を上梓。本作は、中田秀夫監督、亀梨和也主演（2020年8月28日公開）で映画化された。
その他にも、事故物件に長年住んでいた事でどんな恐い場所にでも行けるのでは？との思いから、個人で全国各地の心霊スポットや廃墟・事件現場などを深夜に1人で訪れ、その証拠を残すために動画配信「松原タニシ 異界に泊まろう」を収益化機能を使用せず行い、2019年7月にはこの企画で2016年から2018年にかけて訪れた約200か所を紹介する『異界探訪記 恐い旅』を上梓した。

## 出演番組

### レギュラー

#### テレビ
- 北野誠のおまえら行くな。（2011年 - 、エンタメ〜テレ 不定期）準レギュラー
- 松原タニシのホラー学（2019年7月、8月 、日テレプラス ）
- 松原タニシのいきなりホラー旅（2020年 - 、日テレプラス、毎月1回 不定期）[21]
- 松原タニシのぞわぞわTV（2025年6月22日 - 、日テレプラス、毎月2回）

#### ラジオ
- 北野誠のズバリ（2012年 - 、CBCラジオ 平日 13:00 - 16:00）火曜日生放送レギュラー
- 北野誠の茶屋町怪談（2015年 - 、MBSラジオ 不定期）
- 松原タニシの生きる（2018年 - 、ラジオ関西 毎週水曜日 21:00 - 21:30）[22]
- 松原タニシの恐味津々（2021年 - 、MBSラジオ 毎週日曜日 25:40 - 26:10）[23]

#### ネット配信
- おちゅーんLIVE!（2015年 - 、YouTube・ニコニコ生放送 毎週土曜日 22:00 - ）生配信司会
- 大島てる×松原タニシの事故物件ラボ（2018年 - 、YouTube・ニコニコ生放送 毎月1回 不定期配信）[24]
- 松原タニシのいきなりホラー旅 by 日テレプラス Webチャンネル（2020年 - 、ニコニコ生放送 不定期配信）[25]
- 片っ端から喫茶店 Season.2（2021年 - 、YouTube（Television Osaka テレビ大阪 チャンネル）毎週末 19:00）[注 9]

### 過去

#### ラジオ
- 森脇健児のサタデーミーティング（1998年10月 - 、KBS京都ラジオ）ナイターオフ期のみ
  - 12期・13期：小森園ひろしとのユニット「命果てるまで」で若手枠[注 10]
  - 14期：華井二等兵と予選を敗退
  - 15期・16期・17期：若井やるきと若手枠
- もし高校野球中継の中で京都のイケズを解説したら（2011年、KBS京都ラジオ）ナレーター・解説[1][注 11]
- 友紀希望 ”歌の旅”（2011年 - 2017年、ラジオ関西）アシスタント[注 12]
- 松原タニシの茶屋町訳あり不動産（2017年、MBSラジオ）[注 13]
- ありがとう浜村淳です（2019年、MBSラジオ）
- 北野誠の新栄水無月怪談（2020年、CBCラジオ）
- 松原タニシの本多町怪談（2020年、北陸放送ラジオ）
- オタメシ「酒井松原」（2021年、CBCラジオ）火曜日枠

#### テレビ
- 爆笑レッドカーペット（2008年、フジテレビ）キャッチコピーは「笑ってくれたらええねん」
- 痛快！体当たりドキュメント TEPPAN!!（2009年、MONDO21）
- 2009大開運！バラエティ（2009年、毎日放送）
- 人志松本の○○な話（2010年、フジテレビ）決めてほしい話「お姉さんの話」
- 稲川淳二の怪談グランプリ（関西テレビ）2013・2014・2016出場
- 博士と助手〜細かすぎて伝わらないモノマネ選手権〜（2014年、フジテレビ）20回：織田無道&ブッチャーシリーズで3位
- モテモテかんぱにーR25（2014年、関西テレビ）[26]
- 内村とザワつく夜（2014年、TBS）
- 有田チルドレン（2015年、TBS）第二の稲川淳二を発掘！次世代 心霊タレントSP
- 肉食女子部（2016年、5いっしょ3ちゃんねる）恐怖の○○にトリツカレタ男たち
- 実話怪談倶楽部（2017年、フジテレビONE）1回・17回など
- コワイモノミタサ（2017年、CBCテレビ）
- 最恐映像ノンストップ5（2017年、テレビ東京）
- BAZOOKA!!!（2017年、BSスカパー）お化けの出てこない怖い話2017
- ウチのガヤがすみません!（2017年、日本テレビ）幽霊に会う方法教えます
- 怪談テラーズ（2018年、MONDO TV）13回 - 16回
- アウト×デラックス（2018年、フジテレビ）[27]
- 関ジャニ∞のジャニ勉（2018年、関西テレビ）[27]
- 情報スタジアム 4時!キャッチ（2019年、サンテレビ）[27]
- 松原タニシのホラー学〜創造するコワイ世界〜（2019年、日テレプラス）[28]
- 4Kカメラが捉えた心霊現象（2019年、ヒストリーチャンネル）第1回[29]
- 痛快!明石家電視台（2019年、毎日放送）実際どうなん!?取材がスゴい専門家
- ニノさん（2019年、日本テレビ）10人の偏り人
- 鈴木光司×松原タニシ 恐怖夜行（2021年 、BSテレ東 ）第1怪〜第4怪

#### ドラマ
- 木曜ミステリー 科捜研の女（2014年、テレビ朝日）シーズン14 第1話 - 廃墟マニア 役
- 禍話（2021年、朝日放送テレビ）モモコのマネージャー 役[30]

#### 映画
- 事故物件 恐い間取り（2020年）[注 14]
  - 事故物件ゾク 恐い間取り（2025年公開予定）[31]

#### アニメ
- 伊藤潤二『コレクション』（2018年、WOWOW・TOKYO MX）「布製教師」- 若山降雪 役（声の出演）

#### ネット配信
- ちく☆たむ・タニシの ようかい図鑑（2018年 - 2019年、ニコニコ生放送・実験放送）
- バービー&村上佳菜子の編集長私、イイ女になりたいの。（2019年、FOD）身の毛もよだつオカルトの世界へ!!
- スピードワゴンの月曜The NIGHT（2019年7月2日[32]、7月9日、11月19日[33][34]、AbemaTV）2週連続怪談スペシャルほか
- 片っ端から喫茶店 Season.1（2020年 - 2021年、テレビ大阪）[35][注 15]

## 作品

### DVD
- 北野誠のおまえら行くな。怪異を呼ぶ男！松原タニシ祭り（2018年5月2日、竹書房）など
- 怪奇蒐集者（コレクター） 松原タニシ（2019年1月5日、楽創舎）
- 怪奇蒐集者（コレクター） 松原タニシ2（2019年3月2日、楽創舎）

### 書籍

#### 単著
- 『事故物件怪談 恐い間取り』（2018年6月26日、二見書房、ISBN 978-4-576-18097-7）
- 『異界探訪記 恐い旅』（2019年7月22日、二見書房、ISBN 978-4-576-19102-7）
- 『事故物件怪談 恐い間取り2』（2020年7月6日、二見書房、ISBN 978-4-576-20097-2）
- 『死る旅』（2021年7月9日、二見書房、ISBN 978-4-576-21097-1）
- 『事故物件怪談怖い間取り3』（2022年7月11日、二見書房、ISBN 978-4-576-22097-0）
- 『恐い食べ物』（2023年6月26日、二見書房、ISBN 978-4-576-23080-1）

#### 共著
- 『現代怪談 地獄めぐり』（2018年8月29日、竹書房文庫、ISBN 978-4-8019-1587-9）共著
- おがたちえ『事故物件芸人のお部屋いって視るんです!』（2019年3月9日、ぶんか社、ISBN 978-4-8211-4505-8）取材協力
- 宮本ぐみ『ボクんち事故物件』（2019年6月27日、竹書房、ISBN 978-4-8019-1925-9）原案
- 奥香織『ゼロから始める事故物件生活 第1集』（2019年3月29日、小学館、ISBN 978-4-09-860275-9）原案
- 奥香織『ゼロから始める事故物件生活 第2集』（2019年7月30日、小学館、ISBN 978-4-09-860421-0）原案
- 奥香織『ゼロから始める事故物件生活 第3集』（2019年11月29日、小学館、ISBN 978-4-09-860501-9）原案
- おがたちえ『事故物件芸人のお部屋以外もいって視るんです!』（2020年6月10日、ぶんか社、ISBN 978-4-8211-4554-6）取材協力
- 宮本ぐみ『ボクんち事故物件 2軒目』（2020年7月30日、竹書房、ISBN 978-4-8019-2346-1）原案
- 宮本ぐみ『ボクんち事故物件 3軒目』（2021年7月29日、竹書房、ISBN 978-4-8019-2753-7）原案

### 連載コミック
- ゼロから始める事故物件生活（『やわらかスピリッツ』2018年 - 2019年）原案、作画：奥香織[36]
- ボクんち事故物件（『本当にあった愉快な話』2018年 - ）原案、作画：宮本ぐみ[37]
- ゼロから始める事故物件生活（『NEWSポストセブン』2020年）原案、作画：奥香織[注 16]

### 連載コラム
- 事故物件住んでます日記（2017年 - 2018年、TOCANA）[38]
- 松原タニシ（2019年 - 、文春オンライン）[39]
- 松原タニシ・田中俊行・恐怖新聞健太郎「怪談行脚」（2020年 - 2021年、ムーPLUS）